# Чудо (фильм, 2011)
«Чудо» (яп. 奇跡 кисэки, англ. I Wish) — кинофильм режиссёра Хирокадзу Корээды, вышедший на экраны в 2011 году.

## Сюжет
После расставания родителей два брата разлучены: старший, Коити, живёт с матерью у её родителей в Кагосиме, тогда как младший, Рюноскэ, остался с отцом в Фукуоке. Коити мечтает о воссоединении семьи, но надежды на это откровенно мало. Однажды в школе он слышит легенду, что в точке встречи двух скоростных поездов может произойти любое чудо, если должным образом загадать желание. Вместе с друзьями Коити определяет место на карте, где должны сойтись маршруты поездов, и начинает разрабатывать план поездки. Если они с Рюноскэ встретятся здесь и загадают желание, произойдёт чудо и жизнь вернётся в привычную колею...

## В ролях
- Кёки Маэда — Коити, старший брат
- Осиро Маэда — Рюноскэ, младший брат
- Нэнэ Оцука — Нодзоми, мама
- Джо Одагири — Кэндзи, отец
- Кирин Кики — Хидэко, бабушка
- Исао Хасидзумэ — Сюкити, дедушка
- Кяра Утида — Мэгуми
- Канна Хасимото — Канна
- Сэйноскэ Нагаёси — Макото
- Рёга Хаяси — Тасуку
- Рэнто Исобэ — Рэнто
- Юи Нацукава — Кёко, мама Мэгуми
- Хироси Абэ — господин Сакагами, учитель
- Масами Нагасава — госпожа Мимура, учительница
- Ёсио Харада — Ватару, друг дедушки

## Награды и номинации
- 2011 — приз за лучший сценарий кинофестиваля в Сан-Себастьяне (Хирокадзу Корээда).
- 2012 — приз за лучшую режиссуру Азиатско-тихоокеанского кинофестиваля (Хирокадзу Корээда).
- 2012 — номинация на премию Asian Film Awards за лучший дебют (Осиро Маэда).
- 2012 — специальное упоминание католического киноцентра на кинофестивале в Гонконге.